# Grotte Ndemvoh
La grotte Ndemvoh est une grotte et un site sacré de purification à Fongo-Ndeng, près de Fongo-Tongo, village de l'ouest Cameroun en pays Bamiléké.
Elle est la plus imposante de plusieurs - entre 6 et 30 - grottes peu connues des environs ; comme le Canouh, Le Leweh,...
La chute Mamy Wata, autre site touristique couru, se trouve à côté.

## Géographie
La grotte Ndemvoh a un porche de 120 m de large. Elle se trouve au fond d'un vallon dans une portion de forêt, elle-même entourée de terres cultivées de plantes vivrières.
Ce sont des cavités creusées sous une couche de basalte dure,.

### Faune et flore
Dans la forêt humide près du site, les arbres sont immenses et le sous-bois résonne des cris de singes, grenouilles et oiseaux. On trouve des champs de bananiers, maïs, arachide et pommes de terre.
Le site, au cœur d’une petite forêt est ombragé et sert de refuge aux animaux comme les singes, aux oiseaux et insectes comme les moustiques.
Le chemin d'accès est bordé d’arbres de paix.

## Notoriété
La grotte de Ndemvoh est localement très connue. La route serpente entre les collines recouvertes d’une prairie verte parsemée de grands blocs de granites sphériques.
La visite du site consiste en une petite escalade sur le relief vallonné entre les collines. Des escaliers modernes ou taillés dans la pierre conduisent à la grotte mâle, puis à la grotte femelle.
A plus de 1800 m d’altitude, l'atmosphère est fraîche. Chaque angle de vue donne sur un nouveau paysage et sur des maisons à perte de vue et clairsemées, typique du pays Bamiléké.

## Galerie

Aspects de la grotte
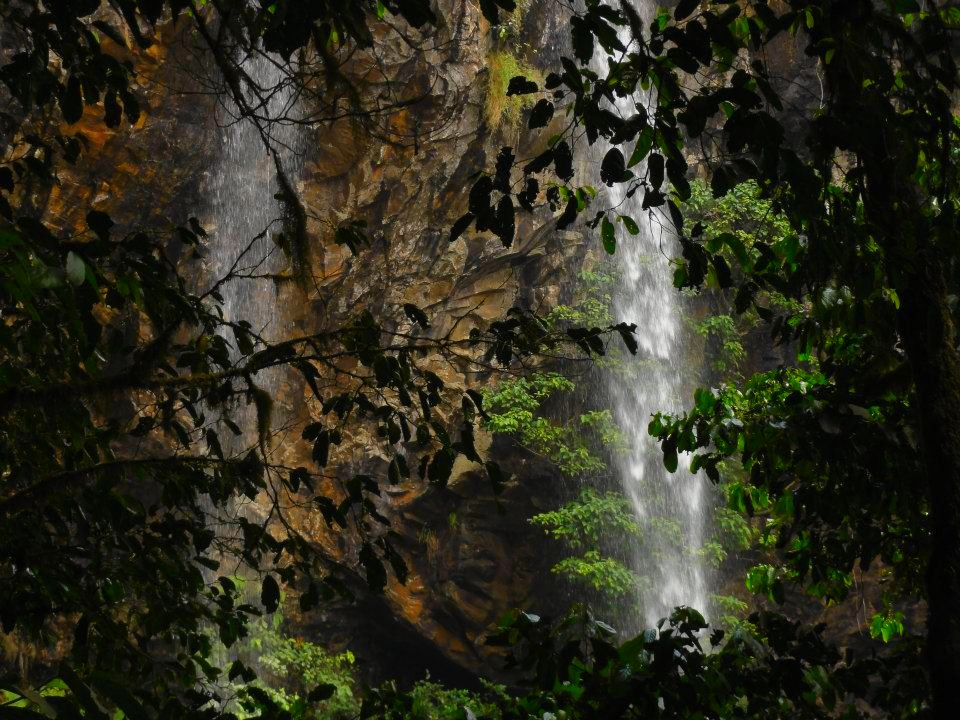
L'eau dans la grotte.
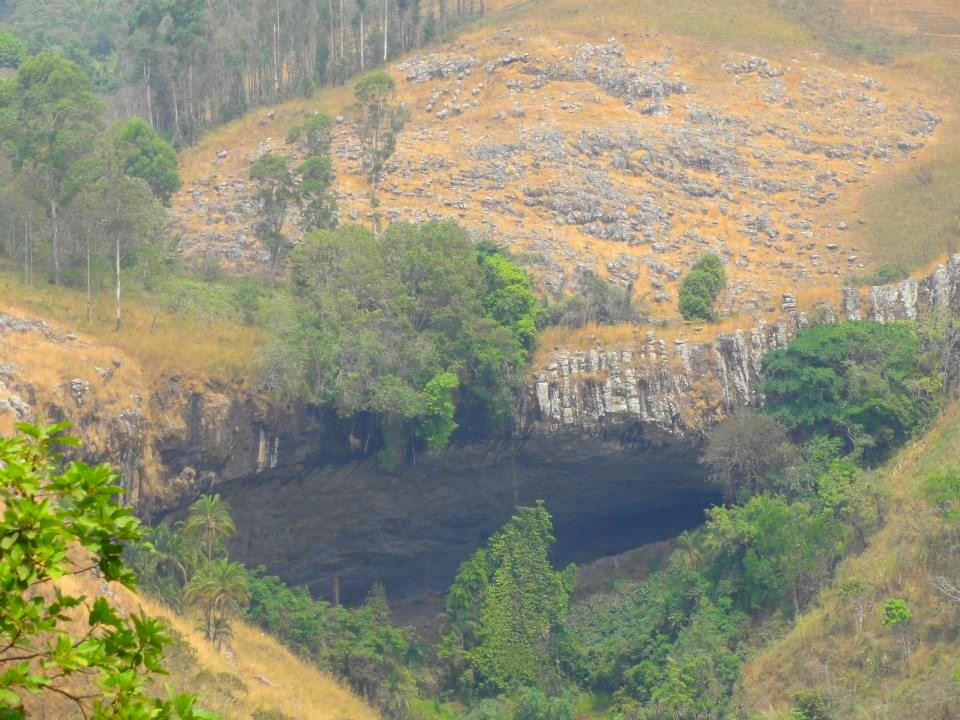
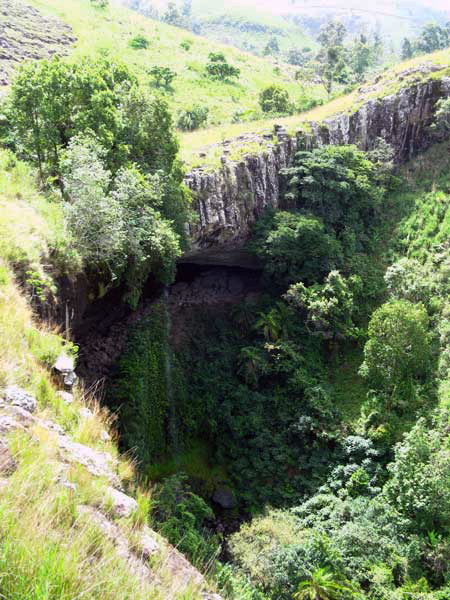
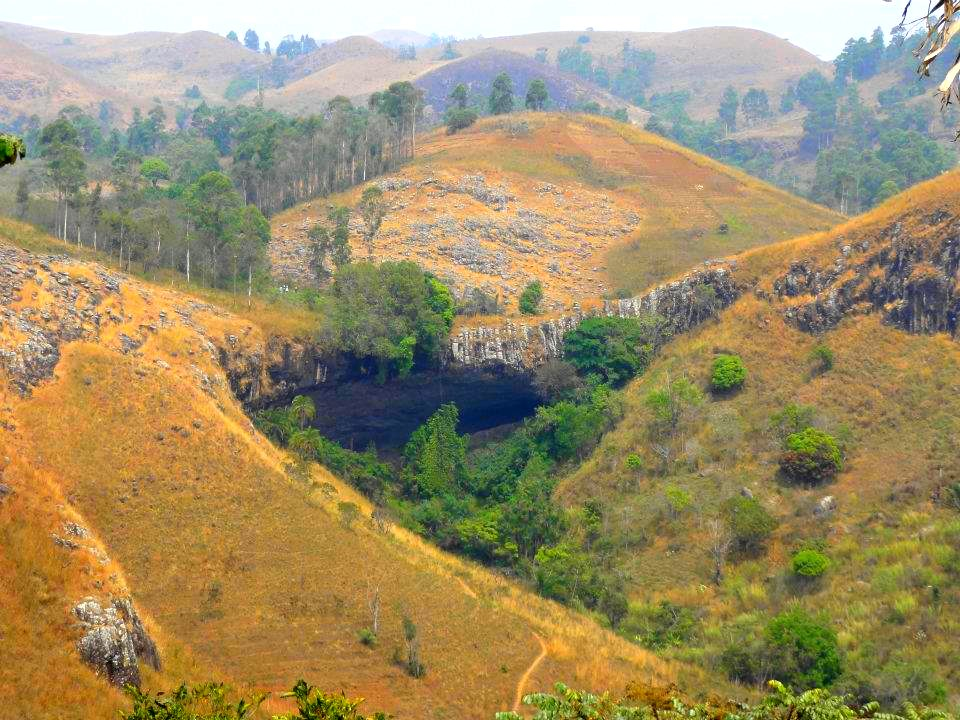
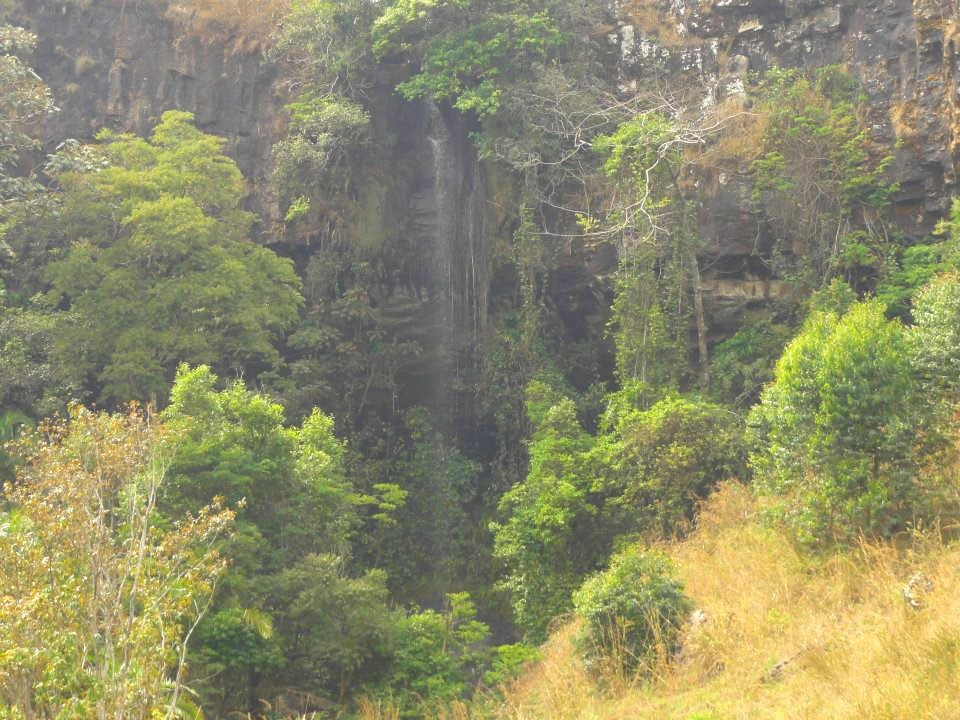
Chute

## Légendes et rituels
Les grottes Ndemvoh à Fongo-Ndeng hébergent des divinités. Les deux grottes, femelle et mâle, forment un seul et unique dieu. Ndemvo'h, qui signifie « dieu de la grotte », reçoit les rites de nombreux fidèles venant se purifier et solliciter protection.
Pour réveiller les divinités, la voyante agite sa clochette, pour ne pas les 'surprendre'. Près du petit ruisseau à l'entrée d'un petite salle obscure, des objets rituels sont disposés.